# Prva čečenska vojna
Prva čečenska vojna je bila oborožen spopad med Rusko federacijo in samooklicano Čečensko republiko. Vojna se je začela decembra 1994 z napadom ruske vojske na Čečenijo. Vzroki zanjo so bile številne politične, kulturne in zgodovinske zamere ter svobodni duh, ki je po razpadu Sovjetske zveze zajel celotno regijo in državo. Sprva je bilo videti, da bo mogočna ruska vojska brez težav porazila majhne in slabo oborožene čečenske paravojaške enote, krvava bitka za Grozni pa je pokazala nasprotno. Ruske izgube v ljudeh in materialu so naraščale iz dneva  dan. V čečenskih mestih pa so izginjale celotne brigade. Po februarju 1995 so se boji iz mest preselili v težko dostopne hribe. Majhne vendar dobro oborožene čečenske skupine so z gverilskimi napadi dobesedno ohromile rusko vojsko, ki ji ni pomagala ne premoč v oklepni mehanizaciji, ne v zraku. Junija istega leta je bilo zaradi krize s talci doseženo začasno premirje, to je čečenskim skupinam dalo čas, da so se reorganizirale in boje preselile v dolino za sovražnikovo črto. To je rusko vojsko in javno mnenje, zaradi naraščajočih izgub, tako demoraliziralo, da so od predsednika Rusije Borisa Jelcina zahtevali takojšnje končanje vojne. Boji so se končali avgusta 1996 s podpisom premirja in popolno čečensko zmago.

## Predhodno dogajanje
Kavkaz in s tem Čečenija je stoletja veljal kot nekakšen divji zahod mogočne carske Rusije. Na začetku 19. stoletja je to divje in pusto ozemlje prišlo pod rusko oblast. Prvotni prebivalci (Čečeni kot narod takrat še niso obstajali), so temu odločno nasprotovali zato so se začeli upirati, kar je v letih 1817-1864 pripeljalo do krvavih kavkaških vojen, te so razlike med Rusijo in Kavkazom še bolj poglobilo. Čeprav so bili glavni upori zatrti je tu in tam še vedno prihajalo do posameznih spopadov, ki so se vlekli do dokončnega razpada cesarske Rusije. Nova komunistična oblast je Čečenom obljubljala avtonomijo v okviru nove države, vendar se je kasneje izkazalo, da s tem ne bo nič zato so Čečeni začeli znova posegati po orožju, pomagalo ni niti ustanovitev Čečensko-Inguške avtonomne republike v okviru Sovjetske zveze. Dogajanje je nato za nekaj časa zasenčila druga svetovna vojna, leta 1944 pa se je Stalin odločil, da bo čečenskemu uporu na severnem Kavkazu dokončno naredil konec. NKVD je ukazal, da naj vsa severno kavkaška ljudstva preseli v Sibirijo na izpraznjena ozemlja pa naseli Ruse. Ukaz je bil izveden tako temeljito, da so Čečeni kot ljudstvo nehali obstajati. V petdesetih letih dvajsetega stoletja tako v Čečeniji ni živel skoraj noben Čečen več. Po Stalinovi smrti in obsodbi njegovih zločinov je Nikita Hruščov dovolil, da se Čečeni, ki so preživeli izgon vrnejo v svojo domovino.
Decembra 1991 je Sovjetska zveza nehala obstajati nasledila jo je Ruska federacija. Nova država se je znašla na robu kaosa, gospodarstvo se je čez noč sesulo, javne službe so skoraj nehale delovati, vojska je bila le še bleda senca nekdanje Rdeče armade. Ker je bila nova Rusija sestavljena iz mnogih narodov se je število zahtev po odcepitvi in večji avtonomiji nenadoma povečalo. V ta namen je bil sestavljen poseben sporazum, ki je ruskim narodom podelil največjo možno avtonomijo v okviru Rusije. Sporazum je podpisalo večino države izjemi sta bili le Čečenija in Tatarstan. Po napornih pogajanjih je bil leta 1994 s Tatarstanom dokončno sklenjen dogovor, s Čečenijo pa pogajanja nikoli niti niso stekla kar je politično krizo med Rusijo in Čečenijo še dodatno poglobilo.
Do prve krize je prišlo 6. septembra 1991 ko je bivši ruski general čečenskega porekla Dzhokhar Dudayev v Čečeniji izvedel državni udar in strmoglavil čečensko vejo komunistične partije. Njegova popularnost med ljudmi je čez noč narasla zato je razglasil neodvisnost Čečenije od Ruske federacija. Ker med Čečnijo in Rusijo ni bilo mogoče doseči nobenega dogovora je Jelcin v Grozni poslal posebne policijske enote, ki pa niso prišle dlje od letališča saj so jih tam obkolile sile zveste Dudayevu. Potem ko je Čečenija razglasila neodvisnost se je razdelila na dva dela; Čečenijo in Ingušetijo. Ingušetija se je kasneje priključila Ruski federaciji in se tako izognila vojni. Čečenija je popolno neodvisnost razglasila leta 1993. Kmalu zatem je državo zajel kaos. Gospodarstvo in javne službe so čez noč razpadle  ljudje nečečenskega porekla so zaradi nasilja začeli zapuščati državo, general Dudayev pa je med ljudmi postal vedno manj priljubljen. Nevzdržne razmere v državi so pripeljale do dveh poizkusov državnega udara in državljanske vojne. Da bi Rusija preprečila širjenje spopadov v sosednje republike je na meje poslala vojsko s čimer so se napetosti med državama še povečale. Odkrito je začela podpirati tudi upornike, oktobra 1994 je skupaj z najemniki organizirala napad na Grozni, ki pas se je spremenil v katastrofo. Kasneje se je izkazalo, da so bili najemniki ruski vojaki. Vlada v Moskvi se je znašla pod močnim medijskim pritiskom zato je Jelcin od Čečenov zahteval naj položijo orožje. Ti so zahtevo zavrnili zato je Jelcin ruski vojski ukazal naj v Čečeniji zagotovi red in mir, kmalu za tem sta se državi znašli na robu vojne.
Napad je predvideval kirurški napad na čečenske sile in odstranitev vseh vojaških in političnih vodij, ki so nasprotovali politiki Rusije.

## Vojna

### Začetki
Napad se je začel 11. decembra 1994. Ruske sile so začele v Čečenijo prodirati iz treh smeri vzhoda, zahoda in severa. Vse ni šlo po načrtih, napad iz dveh smeri je zastal saj se ruski poveljniki in vojaki niso želeli boriti nekatere enote sestavljene iz rezervistov pa so celo dezertirale. Pojavila so se celo poročila, da so nekatere enote sabotirala lastno opremo, da nebi odšle na bojišče. Več kot 800 profesionalnih vojakov in nekaj generalov je zavrnilo ukaz za napad zato so bili razrešeni dolžnosti in poslani pred vojaško sodišče. Kljub težavam v vodstvu se je napad v nekaj urah nadaljeval. Medtem je rusko letalstvo napadlo ključne strateške točke v glavnem mestu in njegovi okolici. Pri napredovanju oklepno mehaniziranih enot so Rusi naredili strašansko napako ko so med enote vključili tovornjake z gorivom in strelivom. Kolone so bile po vstopu v Čečenijo kmalu ustavljene na barikadah tam so jih pričakali uporniki in z nekaj streli uničili transporterje z gorivom in strelivom s čimer je bila uničena cela bojna kolona. Kot velik problem se je izkazala tudi pripravljenost enot na boj. Enote so bile za boj popolnoma  nemotivirane, neusposobljene in slabo opremljene. O tem priča tudi slabo načrtovan desant ruskih posebnih enot, ki so po desantu na njih dobesedno pozabili tako, da so morale enote predati upornikom.
Med napadom je bilo ruskim enotam ukazano naj bodo prizanesljive do civilistov, ukaza ni skoraj nihče upošteval saj vojaki niso bili usposobljeni za tovrstne naloge poleg tega so vojakom ob napadu čečenskih skupin popustili živci in so uničili vse kar je bilo okoli njih. Čečenske uporniške skupine, ki so bile sestavljene iz nekaj deset mož so pri napadu na ruske enote uporabile taktiko udari in zbeži pri čemer same skoraj niso imele nobenih izgub, ruske izgube pa so bile gromozanske. Redna vojska je bila proti tej taktiki popolnoma nemočna zato se je zatekla k totalni vojni. Pred samim napadom ali med obrambo je na pomoč poklicala letalstvo in topništvo, ki je dobesedno z zemljo zravnalo cele mesta in vasi. Prav ta taktika pa je Rusom naredila največjo škodo saj je skokovito naraslo število mrtvih civilistov s tem pa se je spremenilo tudi mnenje med civilnim prebivalstvom, ki je bilo prej naklonjeno Rusom po napadi pa se je prevesilo na stran upornikov. Konec decembra 1994 so bili Rusi že v predmestju Groznega kjer so se začeli pripravljati na največjo bitko po Stalingradu in Budimpešti.

### Bitka za Grozni
Bitka za Grozni se je začela v zgodnjih jutranjih urah 31. decembra 1994 in je bila ena najbolj dramatičnih bitk prve čečenske vojne. Preden so Rusi v mesto poslali svoje enote  so ruska letala in topništvo center mesta in ostale pomembne točke v mestu zasula s tisočimi raketami, bombami in granatami. Na zahodnem delu mesta so rakete zadele rafinerijo, v centru pa naftni inštitut. Nafta se je vžgala in v nekaj urah je bil Grozni odet v črn dim. 
Načrt za napad je bil sestavljen nekaj dni pred samim napadom zato je bil izredno pomanjkljiv, poveljniki, ki naj bi vodili napad pa so bili brez zemljevidov mesta. Glavna tarča napada je bila predsednikova palača v središču mesta, napad naj bi potekal iz štirih smeri in ob podpori letalstva, topništva in specialnih enot, ki naj bi s helikopterskimi desanti varovala boke napredujočih kolon. Na dan napada je bilo letalsko podporo nemogoče zagotoviti zaradi slabega vremena specialnih enot pa sploh nihče ni obvestil, da bo prišlo do napada. Tako so kolone v center mesta vstopile praktično brez kakršne koli podpore. Kolone so večinoma sestavljali oklepni transporterji BMP in BTR-80 ter tanki T-72, uporaba teh vozil se je kasneje izkazala za katastrofalno, saj poveljujoči niso upoštevali zlatega pravila >>Nikoli s tanki v mesto<<. Vojaki v kolonah so bili večinoma neizkušeni, slabo oboroženi in vodeni naborniki, ki so se za akcijo javili prostovoljno.
Na dan napada, 31. decembra, so začele kolone proti centru mesta pomikati ob različnih časih, vzhodna kolona je proti centru odpravila pozno dopoldne, sestavljena je bila iz tankov, oklepnikov in nekaj protiletalskih topov, v oklepnikih so bile elitne enote padalcev. Kmalu po vstopu v mesto je kolona naletela na močen odpor zato je spremenila smer in se izgubila. Kolona je nato kasneje ponovno padla v zasedo, padalci pa so noč preživeli ob neprestanem boju z oporniki. Odrešitev je prišla zjutraj 1.januarja ko so na pomoč priletela letala vendar pritem pomoti odvrgla bombe na lastne enote. Poveljnik enote se je odločil, da je napad nesmiseln zato se je odpravil proti letališču Chankala, ki je bilo v ruskih rokah. Kolona je tja prišla sredi popoldneva, izgubila je več oklepnikov in tankov ter 150 vojakov, cilja ni dosegla. Podobno kot z napadom iz vzhoda se je dogajalo tudi z napadom iz zahoda. Kolona je bila pod neprestanim ognjem uporniških skupin vendar je nekako vztrajala in okoli polnoči prebila čečensko linijo okoli predsedniške palače. Ruski vojaki so se palači približali na tristo metrov vendar so se nato zaradi izgub in neprestanega obstreljevanja iz vseh strani umaknili, svojega cilja nikoli niso dosegli.
Najbolj dramatično je potekal ruski napad iz severa. Napad je potekal z dvema kolonama, v eni koloni je bil 81. regiment v drugi pa elementi 131. brigade . Kmalu zatem ko je 81. regiment vstopil v mesto je postal tarča čečenskih uporniških skupin. Te so zasedle kleti in zgornja nadstropja stavb in z navzkrižnim ognjem na razdalji 40-50 metrov, ruske oklepnike in pehoto zasule s točo protitankovskih izstrelkov in ognja iz avtomatskega orožja. Najpogosteje so uničili sprednje in zadnje oklepno vozilo ostala vozila pa so ostala ujeta vmes in s tem lahka tarča za napadalce. Posadke vozil so se poskušale rešiti kakor so vedle in znale tudi tako, da so s tanki in oklepniki rušile okoliške stavbe. Globlje kot je kolona prodirala v mesto bolj pogosti so postajali napadi nanjo. Ko so prva vozila prišla do predsedniške palače je kolona že popolnoma razpadla. Sledil je panični umik v katerem se je vsako vozilo reševalo samo zase podobno je bilo s preživelimi vojaki ti so po mestu tavali še dneve dokler niso prišli do ruskih lini ali se predali upornikom. Do večera je regiment izgubil okoli 70 vozil ter več kot 500 vojakov. Do ruskih linij se je uspelo prebiti le peščici preživelih.
Nekaj ulic stran je proti centru prodirala 131. brigada, njegov glavni cilj je bila železniška postaja. Na svoji poti so srečali le manjši odpor, ki pa so ga hitro obšli brez žrtev in škode. Železniško postajo so zasedli okoli poldne brez težav, ne zavedajoči se, da se okoliške enote, oddaljene samo nekaj ulic, borijo za svoja življenja. Poveljnik brigade je ukazal krožno obrambo nato pa je enota brezskrbno čakala na nadaljnja navodila. Čečeni, so napredovanje enote neprestano spremljali preko radijskih zvez zato so natančno vedeli njen položaj in klicne znake. Sprva niso vedeli kaj naj z njo naredijo nato pa so se dokončno odločili, da jo napadejo. Okoli treh popoldan so Rusi preko radia slišali >>Добро пожаловать в ад (Dobrodošli v peklu)<<, kmalu zatem se je na brigado vsula toča protitankovskih izstrelkov in ogenj iz avtomatskega orožja. V polurnem boju je regiment izgub vsa vozila preživeli pa so se zatekli v glavno poslopje železniške postaje. Preživeli vendar težko ranjeni poveljnik je prosil za pomoč, ki pa naj bi prišla šele zjutraj 1. januarja, tako da so morali preživeli noč preživeti sami. Zgodaj zjutraj je poveljstvo sestavilo reševalno kolono, ki je proti železniški postaji krenila 1. januarja ob 6:00. Čečeni so kolono pričakovali jo z manjšim napadom preusmerili iz glavne poti in jo nato tik pred železniško postajo ob 11:00 popolnoma razbili. Rusi so kmalu zatem organizirale še eno reševalno operacijo, ki pa je tudi propadla. Poveljnik ujete brigade je spoznal, da se bodo morali rešiti sami. V mraku prihajajoče noči je preživelim uspelo usposobiti nekaj vozil s katerimi so se nameravali odpeljati do ruskih linij. Načrt je kmalu propadel saj so bili preživeli brez načrta mesta tako, da so se kmalu izgubili in začeli brezciljno tavati po mestu. Ni dolgo trajalo da so naleteli na čečenske upornike ti so vozla uničili preživeli pa so se razkropili po celem mestu. V štiriindvajsetih urah so Rusi izgubili med 500 in 1.000 vojakov ter 200 oklepnih vozil.
Med t. i. novoletno bitko so Rusi boleče spoznali, da bodo morali spremeniti taktiko če bodo hoteli zavzeti Grozni. Uporabili so se že preizkušeno taktiko iz druge svetovna vojne. Mesto so vsak dan zasuli s tisočimi granatami in bombami, v mesto pas o poslali pehoto in specialne enote, ki so v krvavih bojih za vsako sobo, klet, hišo in ulico počasi očistile mesto čečenskih uporniških skupin. Sedmega januarja so se Rusi že približali predsedniški palači, kjer je bilo nastanjeno čečensko poveljstvo pod vodstvom generala Maskhadova. Tri dni pozneje pa je palača že prišla v domet tankovskih topov, ki so jo obstreljevali z razdalje 100-200 m. Zaradi ogroženosti je čečensko poveljstvo palačo zapustilo in se preselilo južno od Groznega.  Ko je predsedniška palača padla so se boji preselili v južni del Groznega. Čečeni so se iz mesta umaknili konec januarja in v začetku februarja, boji za mesto so se končali 22. februarja 1995.

### Vojna se nadaljuje
Po padci Groznega vojna za Čečene še ni bila izgubljena pobegnili so v gore in nadaljevali boj. Rusi so medtem počasi vendar vztrajno zavzeli nižinske predele Čečenije in vojno začeli seliti v hribovite predele države. Aprila 1995 so Rusi sprožili veliko ofenzivo in začeli napredovati proti jugu, vneli so se hudi spopadi za Argun in Shali. Čečensko vodstvo je iz obkoljenega Shalia pobegnilo v Serzhen-Yurt nato pa v gore in nato dokončno v Vedeno. Drugo največje Čečensko mesto Gudermes je padlo  brez boja. So pa bili toliko hujši boji za Shatoy, ki so jo Čečeni branili do zadnjega. Do sredine leta 1995 so Rusi zasedli že večino države, pritem so ubili 2.800, ranili 10.000 in zajeli 500 upornikov. Najbolj je bil zaskrbljujoč podatek, da se je veliko upornikov pomešalo med  begunce, ki so pobegnili v okoliške pokrajine.
Ker je bila vojna iz vojaškega vidika za Čečene in Ruse praktično končana, so ti začeli opozarjati nase z ugrabitvami domačih in tujih državljanov.  Najbolj odmevno je bilo zajetje talcev v bolnišnici Budyonnovsk, med 14. in 19. junijem 1995. Med 80 in 200 čečenskih upornikov pod vodstvom Shamil Basayeva je v bolnišnici zadrževalo med 1.500 in 1.800 ljudi, njihova zahteva je bila umik ruske vojske iz Čečenije. Rusi so zahtevo zavrnili zato so uporniki začeli pobijati talce. Sledil je napad ruskih specialnih enote, ki pa je klavrno propadel, med navzkrižnim ognjem je umrlo in bilo ranjenih več sto civilistov. Sledil je drugi napad rezultat katerega je bilo še več nedolžnih žrtev, Rusi so spoznali, da nimajo druge rešitve kot da se pogajajo. Osemnajstega junija je bil dogovor sklenjen, Čečeni so v zameno za talce dobili začasno premirje in prost prehod do Čečenije kjer so izginili brez sledu. Premirje je imelo za rusko vojsko katastrofalne posledice saj je dalo čečenskim upornikom čas, da se ponovno zberejo in opremijo. Proti koncu leta 1995 se je število upornikov povečalo na 10.000 povečalo pa se je tudi število napadov na ruske vojake, poleg tega so se začeli boji širiti tudi v sosednjo Ingušetijo in Dagestan. Februarja 1996 je v Groznem potekal mirovni shod, varnostne sile so streljale na protestnike in jih nekaj ubile, kar je že tako zapletene razmere še bolj zapletlo.
Prelomnico za čečensko stran je bila razglasitev džihada ali svete vojna, za tem so se začela v Čečenijo stekati ogromna sredstva za podporo čečenskih borcev. V Čečenijo je prišlo tudi več kot 5.000 prostovoljcev, ki niso bili Čečeni. Ugrabitve in lokalni spopadi so postali del vsakdanjika. V začetku leta 1996 je ponovno prišlo do krize s talci, zdela pa se je, da so Čečeni dobili tudi propagandno vojno saj so začele nekatere ruske republike zavračati zahteve po novačenju in vpoklicu nabornikov v rusko vojsko.
Šestega marca 1996 se je za Ruse v Čečeniji začel nov pekel, več kot 1.500 čečenskih upornikov se je infiltriralo v popolnima uničeni Grozni, mesto je bilo takrat daleč za bojno črto, in napadlo maloštevilne in razdrobljene ruske posadke. Ruski poraz je bil popoln v treh dneh so v čečenske roke padli skoraj vsi strateško pomembni objekti, uporniki pa so se dokopali do ogromnih zalog orožja. Istega meseca je potekal srdit boj za Samashki, aprila pa so Čečeni spektakularno napadli rusko oklepno kolona in uničili 50 vozil v katerih je umrlo 53 ruskih vojakov. Pritem so vso dogajanje posneli na trak, posnetek je obkrožil svet in je imel katastrofalne posledice za rusko politiko in javno mnenje, ki je vedno bolj in bolj nasprotovalo tej nesmiselni vojni. Enaindvajsetega aprila se je Rusom posrečila spektakularna akcija, z radijsko vodenim izstrelkom so izvedli atentat na čečenskega predsednika Dudayeva. Njegova smrt je povzročila umik upornikov iz Groznega in začetek mirovnih pogajanj v katera pa ni nihče več verjel zato je rusko vojska na jugu Čečenije začela z novo ofenzivo.
Ofenziva se je začela 6. avgusta 1996 samo tri dni pred začetkom Jelcinovega drugega predsedniškega mandata. Čečeni so  rusko ofenzivo izkoristili in že drugič v vojni napadli Grozni, ki je bil takrat v zaledju ruske ofenzive. Mesto je napadlo okoli 1.500 gverilcev pod poveljstvom Maskhadova in Basayeva. Ruska garnizija, ki je štela okoli 12.000 vojakov je bila na napad popolnoma nepripravljena kot, da se od prejšnjega napada ni nič naučila. Po mestu si krožile čečenske skupine in lovile vse ki so bili kako koli povezani z Rusi. Oblegane so postale številne vojašnice, postojanke, skladišča, bolnišnice in poveljstva. V brezizhodnem položaju in, da bi poveljniki rešili svoje vojake so začeli predajati cele garnizije. Da bi bila stvar še hujša so od zunaj spodleteli vsi poizkusi reševanja ujetih ruskih vojakov v Groznem, ruske izgube so med reševanjem narasle na 1.000 mrtvih in ranjenih ter neznano število ujetih. Devetnajstega avgusta je bil Čečenskim upornikom izdan 48 ultimat v katerem se morajo umakniti iz Groznega v nasprotnem primeru bojo Rusi mesto porušili do tal. Med civilisti, ki so še živeli v mestu se je pojavila panika in tisoči so začeli zapuščati mesto kljub temu, do so v mestu potekali srditi boji. Kasneje je bil ultimat preklican, zaradi vse večjih izgub in protivojnega razpoloženja Rusov pa so se začela pogajanja. Konec avgusta 1996 je bilo sklenjeno trajno premirje po katerem se je morala ruska vojska iz Čečenije umakniti do 31. decembra 1996. Vojne je bilo konec.

## Žrtve in škoda
Vojna je pustila katastrofalne posledice na obeh straneh. Po ruskih podatkih je ruska vojska v Čečeniji izgubila 3.826 vojakov, 17.892 je bilo ranjenih  1.906 pa pogrešanih. Po mednarodnih podatkih so bile ruske izgube mnogo višje. Mrtvih naj bi bilo 5.362 vojakov, ranjenih 52.000 in pogrešanih okoli 3.000. Na podlagi izjav preživelih, družin umrlih in različnih mirovnih združenj so bile izgube mnogo večje od uradnih in naj bi celo dosegle številko 14.000. Med vojno naj bi zaradi vojaških operacij obeh strani umrlo 35.000 ruskih civilistov. Čečenske izgube so bile višje od ruskih, 100.000 mrtvih in pogrešanih ter 240.000 ranjenih civilistov. Po čečenskih podatkih naj bi izgube med čečenskimi oboroženimi skupinami dosegle številko 3.000. Mnogi pravijo da številka ni točna, število mrtvih in pogrešanih naj bi se gibalo okoli 4.000. Rusi trdijo, da so izgube čečenskih upornikov znašale 15.000 mrtvih in pogrešanih, številke ni mogoče preveriti saj so uporniške skupine delovale samostojno in so odgovarjale le svojim lokalnim poveljnikom.
Spopadi so pustili tudi ogromno materialne škode. Najbolj so bila na udaru mesta in vasi. Grozni, glavno mesto Čečenije je bilo pokončanih spopadih popolnoma v ruševinah in je spominjalo na Stalingrad iz druge svetovna vojne. Zaradi ruskega bombardiranja so bile uničene tudi cele vasi, več sto tisoč civilistov je zapustilo svoje domove in pobegnilo v sosednje ruske republike.

## Dogodki po vojni
Po vojni je življenje teklo naprej. Med državama so bili sklenjeni številni dogovori, ki so počasi normalizirali razmere. Kljub navideznemu mira pa Čečenija ni bila več država kot nekoč, ker državo ni nihče mednarodno priznal so jo uvrstili med t. i. odpadniške države. Zaradi vojne je ostala brez kakršnekoli infrastrukture ljudje niso dobili dela zato se je začel širiti črni trg in brezvladje. Februarja 1997 je bil za predsednika države izvoljen Aslan Maskhadov eden izmed glavnih akterjev čečenske vojne. Kmalu se je izkazalo, da je brez moči saj ljudje niso odgovarjali izvoljeni vladi temveč lokalnim vodjem in lokalnim oboroženim skupinam, zaradi česar je bilo nemogoče doseči kakršen koli dogovor. Razglasitev svete vojn in finančna pomoč iz muslimanskih držav sta v državi na stežaj odprli vrata islamizaciji, uvedeno je bilo strogo šeriatsko pravo, ki pa ga sicer muslimansko prebivalstvo, ni bilo vajeno. Po dveh letih relativnega miru se prah vojne pri nekdanjih bojevnikih še ni polegel zato so ti pod poveljstvom Shamila Basayeva in Ibn al-Khattaba začeli načrtovati nove vojaške in teroristične operacije, ki so leta 1999 vodile do druge čečenske vojne.